# عبدالوهاب شوشتری
میرعبدالوهاب شوشتری از سادات مرعشی شوشتر است. پدرش امیر اسداللّه مرعشی شوشتری (د ۹۶۳ه‍.ق) از بزرگان و علمای دینی عصر شاه طهماسب اول بود که در سال‌های ۹۴۳–۹۶۳ه‍.ق منصب صدارت را برعهده داشت. عبدالوهاب در خدمت پدر و دیگر استادان در علوم دینی و ادبی تبحر یافت، وی بین سال‌های (۹۷۰–۹۷۱ ه‍.ق) به عنوان هفتمین متولی آستان قدس در دورهٔ صفویه فعالیت داشته‌است.

## زندگی‌نامه
عبدالوهاب علاقه زیادی به کتاب داشت که همین علاقه موجب شد تا از کتاب‌های به دست آمده از لشکرکشی‌های شاه‌طهماسب به نواحی قفقاز که به وی اهدا شده بود، کتابخانهٔ مهمی در شوشتر برپا سازد. وی از هواخواهان شاه طهماسب بود. مدتی با همکاری برادرش زین‌الدین علی، حاکم شوشتر و چندی نیز حاکم دزفول شد. املاک بسیاری در مناطق جنوب غربی ایران در اختیار خانوادهٔ وی بود. مدتی نیز نیابت برادرش را در امر صدارت عهده‌دار بود. تنها خبر در مورد تولیت او نوشتهٔ منشی قمی است که پس از مرگ خلیفه اسدلله اصفهانی به دستور شاه طهماسب در سال ۹۷۰ه‍.ق میرعبدالوهاب شوشتری به تولیت آستانه مقرر شده، به آن جانب رفت. مدت تولیت وی کمتر از یک سال بود؛ زیرا در سال بعد، شاه این مقام را به میرسیدعلی رضوی قمی داد. ظاهراً به علت مدت کوتاه تولیتش، منابع مربوط به شوشتر اشاره‌ای به این مطلب نکرده‌اند یا اینکه منشی قمی نام وی را بجای برادرش زین‌الدین علی شوشتری که چندی متولی آستان قدس بوده ذکر کرده‌است. شوشتری در دزفول درگذشت و در همان‌جا مدفون شد.